# 포트아서 학살
포트아서 대학살 사건(영어: The Port Arthur Massacre)은 1996년 4월 28일에 오스트레일리아 태즈메이니아주 포트아서에서 일어난 살인 사건으로 35명이 숨지고 15명이 부상했다.

## 개요
1996년 4월 28일 오전 마틴 브라이언트는 아침 6시에 알람을 맞추어 일어났는데, 그의 가족들과 여자친구는 그가 별다른 직업이나 하는 일이 없었기 때문에 그것을 쓰는 것을 그때 처음 보았다고 증언하였다. 그의 여자친구는 아침 8시에 부모님을 보기 위해 떠났고 그는 9시 47분에 집을 나섰다. 아서 고속도로를 타고 오전 11시 45분 경 시스케이프 게스트하우스에 도착해 총을 난사하고 한명을 칼로 찔러 주인 부부를 살해하였다.
그는 다시 포트아서로 출발하여 가는 길에 길가에 고장으로 멈춰선 차에 다가가 말을 걸고 나중에 포트아서의 카페로 커피를 마시러 오라고 하였다. 1시 10분 경 포트아서에 도착하여 음식을 주문해서 야외 자리에서 먹으며 주변 사람들에게 유럽 백인들에 대한 얘기와 일본인 관광객들이 없다는 것을 주제로 말을 걸었다. 하지만 그와 말을 한 사람들은 그가 혼자 중얼거리는 것에 가까웠으며 그가 굉장히 긴장해서 주차장과 카페를 계속 돌아보았다고 증언했다.
음식을 다 먹고 난 후에 카페 내부로 다시 들어갔는데 사람들이 문을 열어 그가 들어오는 것을 도와주었다. 그는 들어오자마자 테이블 위에 가방을 올려놓더니 AR-15 소총을 꺼냈고 사건은 지극히 짧은 시간 동안 벌어졌다. 카페는 매우 작았고 다음번 배를 기다리는 사람들로 가득차 있었다. 그가 출구 앞에 서서 총을 난사하여 아무도 도망치지 못했고 대부분 무슨 일이 일어났는지 채 알아채기도 전에 목과 머리에 조준사격을 당하여 중상을 입거나 사망하였다. 총을 쏘기 시작한지 15-30초 만에 12명이 죽고 10명 이상이 중상을 입었다.
이후 마르틴 브라이언트는 카페 앞의 기념품점으로 들어갔고, 이 곳 역시 출구가 한곳이어서 사람들은 건물 내부에 갇혔고 그가 숨은 사람들을 수색, 살해하며 8명이 죽고 2명이 중상을 입었으나 일부는 발견되지 않고 살아남았다. 총 29발을 발사하여 20명을 살해하고 12명에게 중상을 입힐 때까지 2분이 걸리지 않았다.
카페를 나선 뒤에는 자신의 차가 주차된 주차장으로 향해 버스들과 그 승객들에게 조준사격을 시작했다. 중간에 자신의 차량으로 가 총을 L1A1로 교체해가며 사람들을 살해했고 이후 차를 타고 빠져나가며 도망치는 사람들에게 사격을 시도했다. 주차장을 지나 주차료 부스에 다다르자 차에서 내려 요금을 내기위해 기다리고 있던 BMW 차량으로 다가가 탑승자 네명을 모두 살해하고 차량을 강탈한 뒤 자신의 차에서 총과 총알들을 모두 옮겨담았다. 이때까지 31명이 죽고 19명이 중상을 입었다.
그는 BMW를 몰고 근처의 주유소로 들어가 한명을 죽이고 한명을 트렁크에 감금하였다. 주유소 직원이 문을 잠그고 자신의 총을 가져왔으나 이미 마르틴 브라이언트는 떠난 뒤였다. 몇분 후 경찰들이 도착했고 마르틴 브라이언트를 추격하기 시작했다.
마르틴 브라이언트는 다시 시스케이프로 향했으며 가는 중에 반대편에서 오는 차에 총을 쏘았고 도착후 차에서 내려 지나가는 차량들에 총을 쏘기 시작했다. 첫 번째 차량은 그가 총을 든 것을 보았으나 사냥꾼으로 생각하여 그냥 지나가다 운전자가 팔에 총을 맞았고 차량이 고장났다. 바로 따라온 두 번째 차량은 앞유리가 깨졌으나 사람은 다치지 않았고 피를 흘리고 있는 첫번째 차량의 승객들을 태우고 같이 달아나 경찰에 신고했다. 세 번째 차량은 승객이 손에 총을 맞았으나 그대로 달아나는데 성공했으며 다른 차량들은 앞의 장면들을 보고 모두 차를 돌려 도망갔다. 마르틴 브라이언트는 이 차들에 조준사격을 하였으나 아무도 다치지 않았고, 차들이 모두 달아나 보이지 않자 BMW를 몰고 자신의 집으로 돌아갔다.
오후 2시 경 집에 도착한 마르틴 브라이언트는 납치해온 남자를 집 안으로 끌고가 난간에 수갑으로 묶어두고 타고온 BMW를 불태웠다. 이 때 경찰 두명이 그의 흔적을 쫓아오다 불타는 차량을 보고 접근해왔으나 그가 계속 사격을 하여 몇시간 동안 수로에 숨은 채로 나오지 못했다. 그들은 저녁 9시에 도착한 오스트레일리아 특수부대에 의해 구출되었다.
마르틴 브라이언트가 경찰과 전화로 대화하는 18시간 동안 대치가 계속되었다. 그는 헬리콥터를 요구했으며 납치해온 남자외에 게스트하우스 주인도 인질로 데리고 있다고 주장하였다. 주변에 특수부대의 움직임이 보일때마다 즉각 물러날 것을 요구했다. 통화가 계속되면서 마르틴 브라이언트가 사용하던 무선전화기의 배터리가 소진되었고, 충전하라는 경찰의 요구를 무시한채 전화가 끊기고 모든 연락이 두절되었다.
다음날 아침 그는 경찰에게 '와서 날 잡아보라'며 조롱하였고 곧 집에 그가 지른 듯한 불이 났다. 경찰은 인질들이 이미 죽은 것으로 판단하여 인질을 구출하러 들어가지 않고 불타는 집에서 그가 뛰쳐나오기를 기다렸다. 얼마후 그는 불타는 옷을 벗으며 뛰쳐나왔고 경찰은 그를 체포하였다. 부검 결과 게스트하우스 주인 부부는 전날 낮에, 납치된 인질은 이미 불이 나기 전에 죽은 것으로 밝혀졌다.

## 범인 성향
마르틴 브라이언트는 조현병이 있었고 지능 검사 결과 평균보다 낮았지만, 사전에 현장을 답사를 했을 뿐만 아니라 여러 가지 돌격 소총을 준비하고 있던 것 등 계획적인 범행이라는 것이 드러나게 되면서 정신 감정에 이상이 있음에도 불구하고 같은 해 11월 오스트레일리아 법정에서 징역 1035년과 가석방이 없는 종신형 35번을 선고했다. 이 형기의 선고로 오스트레일리아 법정 사상 가장 긴 최장형에 속한다.
한편 그는 2002년 2월 새벽에 교도소에서 자살 시도를 했으나 실패로 끝난 적이 있으며 2016년현재 오스트레일리아의 교도소에서 복역하고 있다.
M16 소총의 경우 미국 군대에서 정식으로 채용된 것으로 풀오토 기능을 제거 했을 뿐 그가 돌격 소총을 아무런 사전 심사없이 구입한 사실이 드러나면서 총기 규제 요구 목소리가 높아지게 되었고 사건이 일어난지 12일 만에 밀러티리 타입의 세미 오토 라이플의 수입 및 판매 금지를 결정했다. 이후 오스트레일리아에서 국가 전체규모의 총기 규제를 도입했다.

## 사망자 명단[2]
| - Winifred Joyce Aplin, 58 - Walter John Bennett, 66 - Nicole Louise Burgess, 17 - Sou Leng Chung, 32 - Elva Rhonda Gaylard, 48 - Zoe Anne Hall, 28 - Elizabeth Jayne Howard, 26 - Mary Elizabeth Howard, 57 - Mervyn John Howard, 55 - Ronald Noel Jary, 71 - Tony Vadivelu Kistan, 51 - Leslie Dennis Lever, 53 | - Sarah Kate Loughton, 15 - David Martin, 72 - Noelene Joyce Martin, 69 - Pauline Virjeana Masters, 49 - Alannah Louise Mikac, 6 - Madeline Grace Mikac, 3 - Nanette Patricia Mikac, 36 - Andrew Bruce Mills, 49 - Peter Brenton Nash, 32 - Gwenda Joan Neander, 67 - Moh Yee Willing Ng, 48 - Anthony Nightingale, 44 | - Mary Rose Nixon, 60 - Glen Roy Pears, 35 - Russell James Pollard, 72 - Janette Kathleen Quin, 50 - Helene Maria Salzmann, 50 - Robert Graham Salzmann, 57 - Kate Elizabeth Scott, 21 - Kevin Vincent Sharp, 68 - Raymond John Sharp, 67 - Royce William Thompson, 59 - Jason Bernard Winter, 29 |